# Issei Sagawa
Issei Sagawa (佐川一政 Sagawa Issei?) (Kōbe, 26 de abril de 1949 - Tokio, 24 de noviembre de 2022) fue un criminal, pintor, actor, traductor, novelista y escritor japonés culpable de asesinato y canibalismo cometido contra Renée Hartevelt.
Sagawa asesinó a Hartevelt y puesto en libertad después de dos años de prisión preventiva al ser declarado legalmente loco y deportado a Japón. La liberación de Sagawa se debió a un tecnicismo legal, y su celebridad posterior a su liberación en Japón generó publicidad internacional.

## Antes del asesinato
Issei Sagawa nació en Kōbe, Prefectura de Hyōgo, Japón, y durante sus años escolares fue un estudiante destacado. Estaba obsesionado con las mujeres occidentales, y mientras estudiaba literatura inglesa en la Universidad de París se sintió atraído por una alumna de nacionalidad neerlandesa.

## Asesinato de Renée Hartevelt
Issei Sagawa estuvo un tiempo recluido en prisión en Francia por el homicidio de la estudiante holandesa Renée Hartevelt, quien estudiaba en La Sorbona en París. El 11 de junio de 1981, Sagawa estaba estudiando literatura de vanguardismo, invitó a la mujer a cenar en su casa con el pretexto de conversar sobre literatura. Según algunas versiones, Renée era de las únicas de sus compañeros que se llevaba bien con él. Después de la llegada de la estudiante y de que ella rechazase sus proposiciones, aunque otras versiones refieren que habían estado conversando tranquilamente, él le disparó por la espalda en la nuca con un rifle de calibre 22. Ella había sido elegida debido a que el asesino la consideraba "hermosa y saludable", todo lo opuesto a lo que él era, ya que se consideraba "débil, feo e insignificante" y él deseaba "absorber su energía". Sagawa atribuye esta tendencia caníbal a un sueño de su infancia donde veía a su padre y su madre servir a su hermano menor como comida en una olla, sin contar que sus tíos y abuelos solían relatarle cuentos, entre ellos Hansel y Gretel, algunas obras de Hans Christian Andersen y Robinson Crusoe, siendo a partir de allí donde tuvo conocimiento sobre el canibalismo.
Después de dispararle, procedió a desmembrar el cuerpo para poder ingerirlo. Comenzó por los glúteos de Renée. En entrevistas posteriores, Sagawa dijo que se sorprendió al observar que la grasa humana tenía un color semejante al maíz. Durante los dos días siguientes, continuó comiendo varias partes del cadáver y describió la carne humana como "suave y sin olor", como el atún. Después de ese tiempo, metió los restos del cadáver en dos maletas viejas y, en su intento de deshacerse de los restos en el Bosque de Boulogne, un parque a las afueras de París, fue detenido por la policía francesa.
Tras un análisis psicológico fue declarado demente e idiota y juzgado como tal, por lo que fue recluido en el hospital psiquiátrico Paul Guiraud de París. «Desde hacía tiempo tenía ganas de comérmela», llegó a decir al magistrado que lo juzgó. Pasados unos meses, Issei contrajo una enfermedad, que no era más que una inflamación intestinal y que fue diagnosticada erróneamente por los médicos como una encefalitis avanzada. El veredicto del equipo médico le vaticinó unas pocas semanas de vida. El padre de Issei, hombre poderoso y con muchas influencias, consiguió que el caníbal moribundo fuera trasladado a Tokio, donde fue recluido en una institución psiquiátrica de la cual salió en poco tiempo pues el psiquiátrico era solo una excusa para poder hacer que Issei pudiera escapar de las leyes y cárceles francesas. El gobierno francés no se opuso al traslado pues le quedaban pocas semanas de vida.
Issei fue trasladado al hospital Matsuzawa de Tokio pero no murió. Vivió como una persona normal, atendido por su hermano hasta su fallecimiento en noviembre de 2022. El asesino caníbal confesó que no tiene ninguna causa pendiente en Japón y en Francia se retiraron todas las causas contra él, debido a que su padre engañó al gobierno francés diciendo que su hijo acabaría en un hospital psiquiátrico, cosa que no sucedió.

## Después de su liberación
Sagawa vivió en Yokohama como una persona normal y apareció como comentarista invitado en programas del medio del espectáculo. También escribió revisiones para restaurantes y en 1992 apareció en la película de Hisayasu Satō llamada Uwakizuma: Chijokuzeme como un voyeurista sadosexual. Él admitía que todavía poseía fantasías caníbales, pero que ya no deseaba llevarlas a cabo con mujeres occidentales. Sin embargo, su preferencia sexual era hacia las mujeres asiáticas, las cuales considera más atractivas.
Además de los libros escritos referentes al homicidio perpetrado, Sagawa escribió el libro de comentarios Shonen A en 1997 sobre el asesino en serie de niños en Kōbe de 1997, cuando un niño de 14 años llamado Sakakibara Seito y apodado "Shōnen A" ("Muchacho A") asesinó y decapitó a otro niño.
Su historia inspiró en 1981 la canción de The Stranglers llamada "La Folie", en 1983 a los Rolling Stones con el tema "Too Much Blood" y en 2004 a la banda de brutal death metal estadounidense Cannibal Corpse en su pista "Decency Defied".
En 2016 la dramaturga y directora española Angélica Liddell estrenó su obra "¿Qué haré yo con esta espada?", inspirada en el crimen de Sagawa y en el atentado yihadista de la sala Bataclán.
En 2017 se produjo el documental «Caniba», dirigido por Lucien Castaing-Taylor y Verena Paravel, que narra la historia del caníbal Issei Sagawa.
Finalmente Sagawa fallece en la ciudad de Tokio a los 73 años de edad el 24 de noviembre de 2022, a causa de una neumonía.